# NGC 2719
NGC 2719 ist eine irreguläre Galaxie vom Hubble-Typ Im im Sternbild Luchs am Nordsternhimmel. Sie ist schätzungsweise 136 Millionen Lichtjahre von der Milchstraße entfernt und hat einen Durchmesser von etwa 45.000 Lichtjahren. Gemeinsam mit PGC 25284 bildet sie das interagierende Galaxienpaar Arp 202 / Holm 105. 
Halton Arp gliederte seinen Katalog ungewöhnlicher Galaxien nach rein morphologischen Kriterien in Gruppen. Diese Galaxie gehört zu der Klasse Galaxien mit vom Kern ausgeschleuderter Materie.
 Im selben Himmelsareal befindet sich u. a. die Galaxie NGC 2724.
Das Objekt wurde am 28. März 1786 vom deutsch-britischen Astronomen Wilhelm Herschel entdeckt.

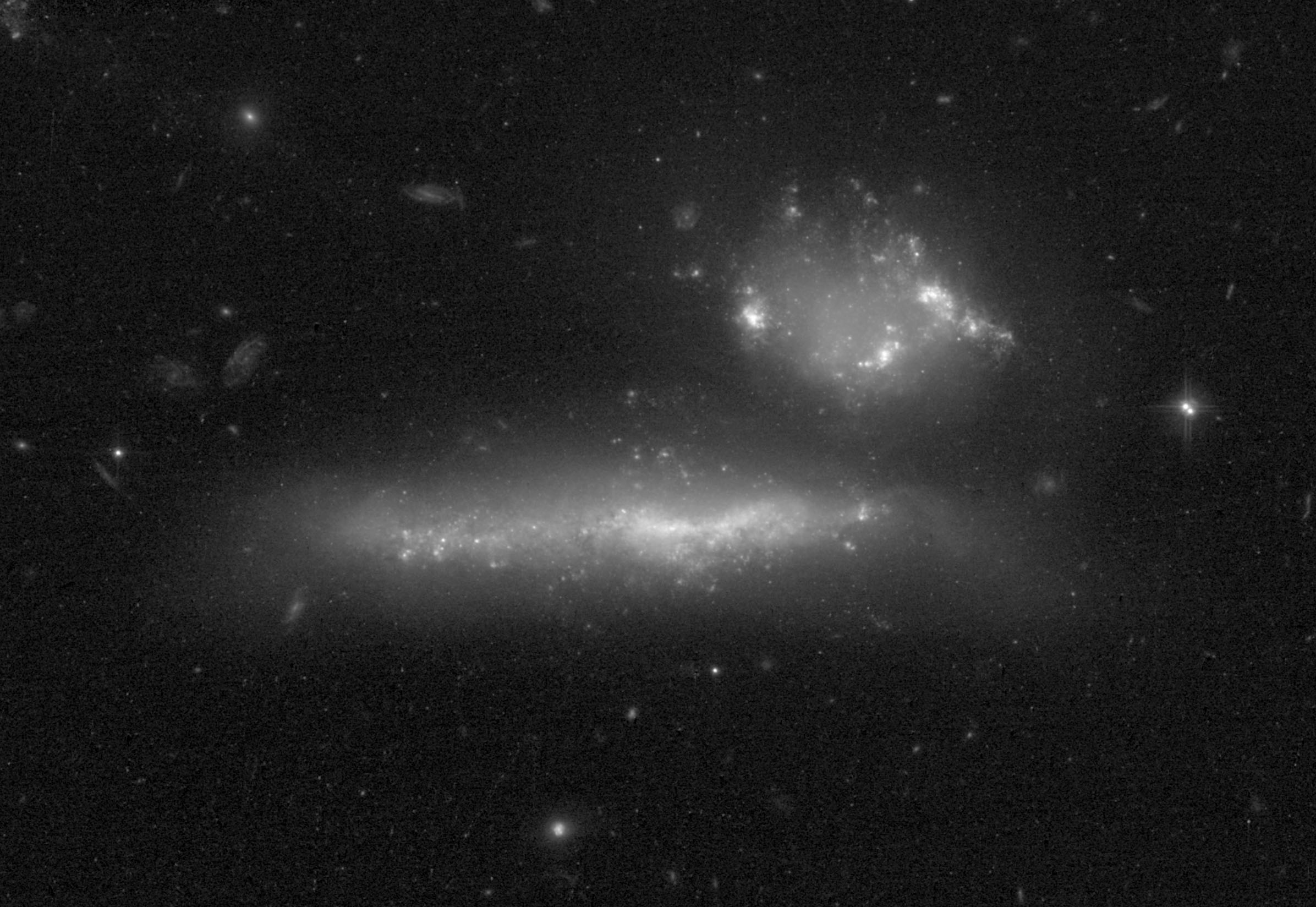
Aufnahme mithilfe des Hubble-Weltraumteleskops